# Военная музыка

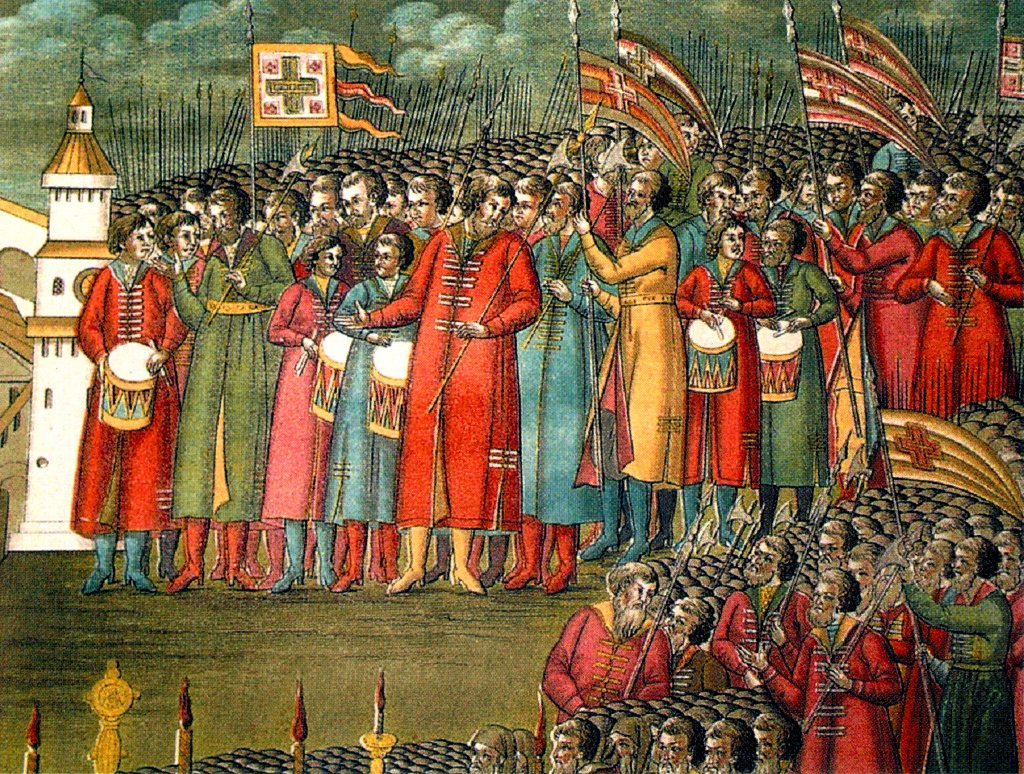
Стрелецкая пехота, видны музыканты, на рисунке 1672 года.

Военная музыка — музыка, служащая целям военного управления, строевого обучения, воинского и эстетического воспитания военнослужащих, патриотического воспитания всех граждан государства.

## История
С развитием военного дела для воодушевления во время боя и управления формированиями, взамен командных слов и рассылки приказаний, стали использовать и первые музыкальные инструменты. Военная музыка была ещё в употреблении у народов Древнего мира: египтян, евреев, греков, римлян, германцев.

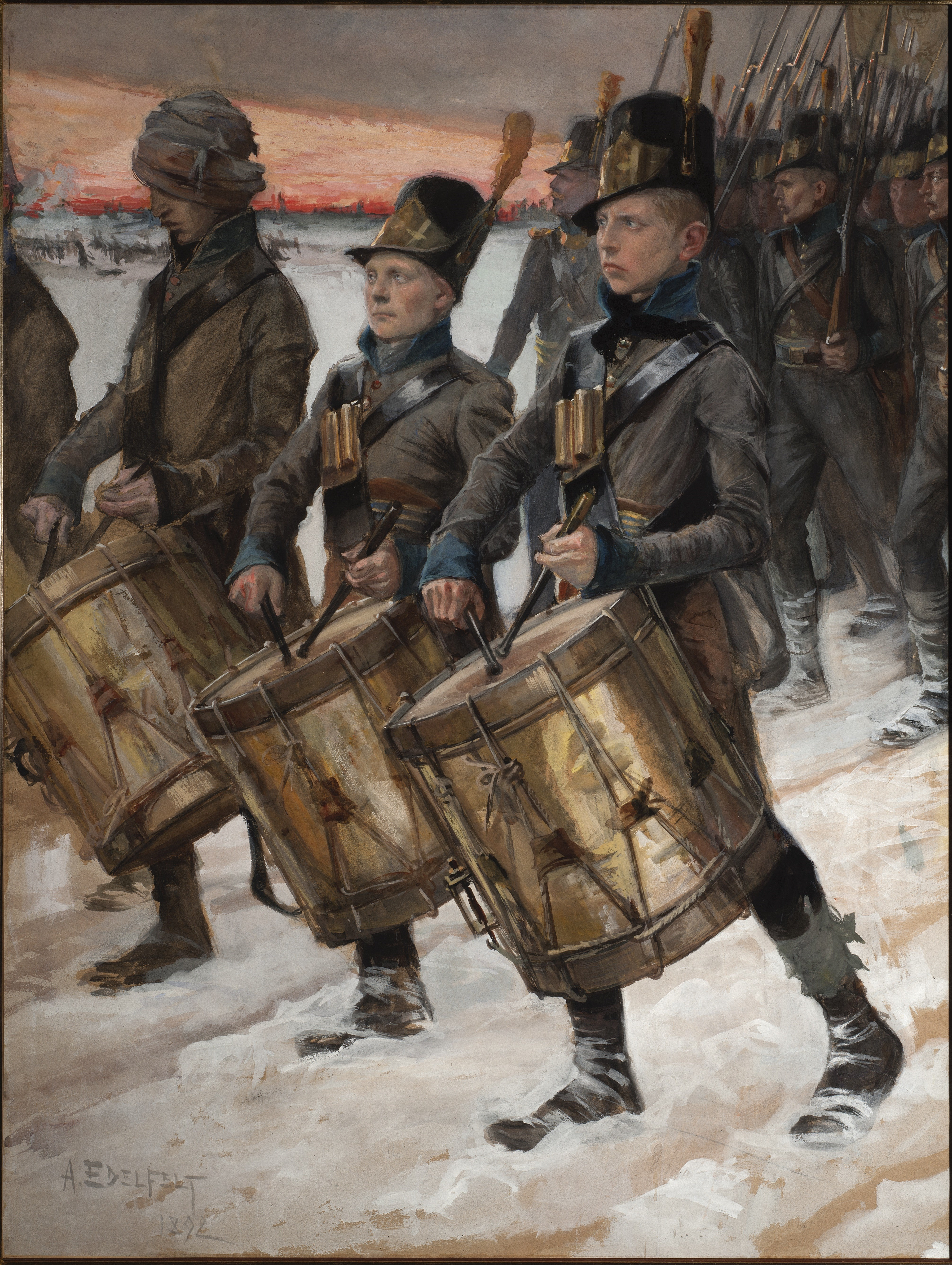
Финские солдаты на русско-шведской войне 1808—1809 годов, картина Альберта Эдельфельта

Военная музыка упоминается в русских летописях XIV века. В средние века военная музыка при войсках почти вовсе вывелась, так как средневековая конница, покрытая латами, при своём движении производила такой шум, который заглушал всякие инструменты. С конца XV века вновь появилась военная музыка.
На конец XIX столетия в Вооружённых силах Российской империи хоры военной музыки имелись при каждом гвардейском и армейском стрелковом, пехотном и кавалерийском полку и при некоторых других отдельных частях войск барабанщики же и горнисты (в коннице — трубачи), для подачи сигналов — при всех военных командах. Хоры комплектовались частью из нижних чинов, состоящих на срочной службе, частью по вольному найму, а в гвардии — также воспитанниками школ солдатских детей. При каждом полку, флотском экипаже и т. д. (а также при многих отдельных батальонах) имелись оркестры под управлением капельмейстеров.
Барабанщики и горнисты должны были подавать сигналы, служить пособием при выравнивании шага. Однако к концу XIX века в связи с отказом от линейных боевых порядков и тактики колонн барабанщики, горнисты и прочие музыканты в боевой обстановке стали использоваться как санитары. Тем не менее, в российском уставе 1908 года сохранились следующие барабанные бои, признанные необходимыми для обихода мирно-учебной службы: 1) бой «при игре народного гимна»; 2) бой «под знамя» (при приносе к части и относе знамён); 3) бой «честь» (для отдания чести при прохождении церемониальным маршем); 4) бой «поход» (для отдания чести караулами, а также на парадах, смотрах и других церемониях); 6) бой-сигнал «заря» (для перехода от дневных порядков внутренней службы к ночным); 7) бои-сигналы «на молитву» и «отбой» (по окончании молитвы); 8) бой-сигнал «сбор» (полностью бился на разводе караулов, в знак перехода их в подчинение караульному начальству; первая же половина служила сигналом для сбора к столу); 9) бой-марш «по караулам» (при отправлении новых караулов на их посты); 10) бой-сигнал «тревога» для спешного сбора войск на заранее назначенные места; 11) 4 марша: два обыкновенных, один «колонный» и один «похоронный» (на практике в войсках применялось бо́льшее количество различных маршей).
Для военного времени (а также в лагере) все барабанные бои были заменены соответствующими сигналами на рожках (в армии подавались сигналистами, в гвардии и стрелковых частях — горнистами).
В настоящее время, как и в прошлом, военная музыка является важным элементом воинских ритуалов.
Основным жанром военной музыки является марш (строевой, встречный, походный и другие). К военной музыке также относятся музыка к военным строевым песням, специально написанные пьесы для музыкального оформления воинских церемониалов (напр. «Вечерняя зоря»), а также концертные музыкальные произведения военно-патриотического содержания (увертюры, симфонии, поэмы и тому подобное);

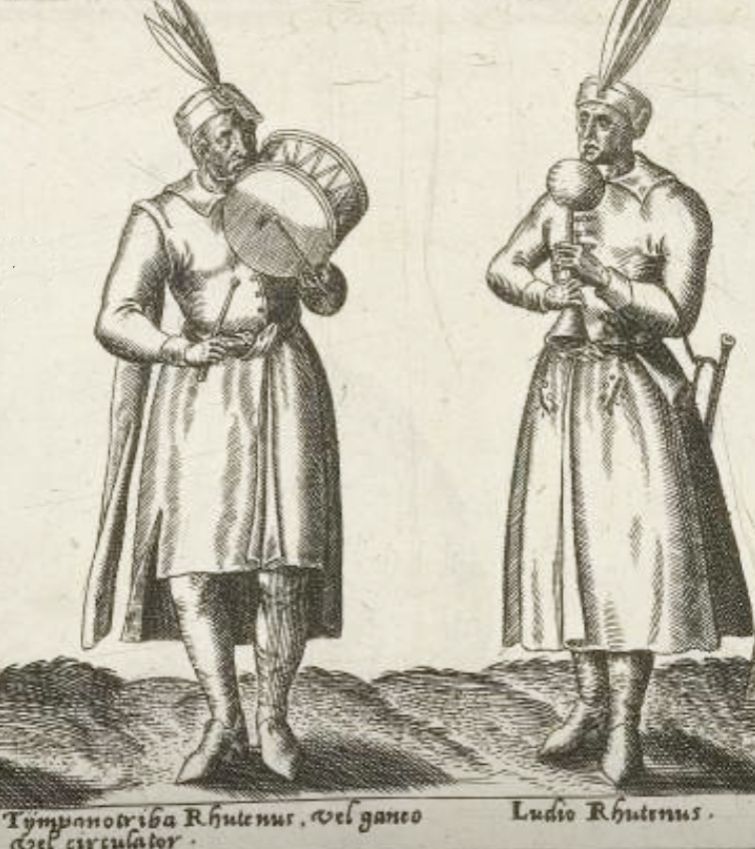
Рутены (русины) барабанщик и трубач, рисунок из книги Пьетро Бертелли (Pietro Bertelli), 1563 год.
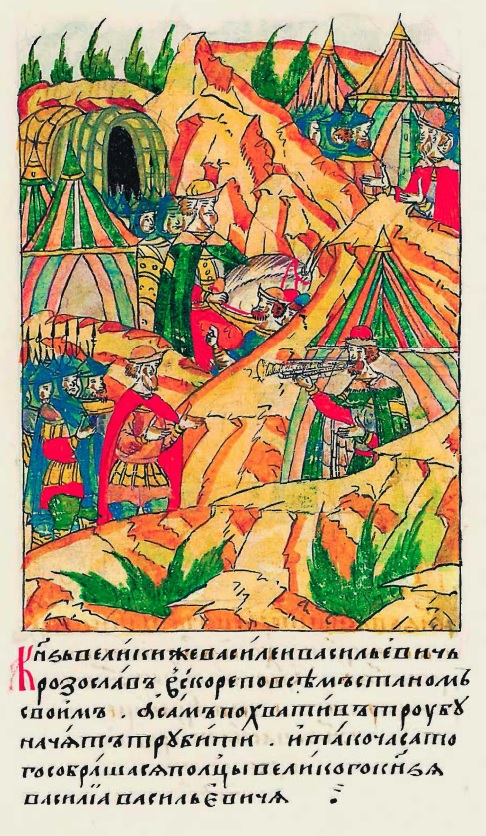
Лицевой летописный свод (XVI век), «Князь великий Василий Васильевич разослал гонцов по всем своим станам, а сам взял трубу и начал трубить: и тот же час собрались полки великого князя Василия Васильевича».
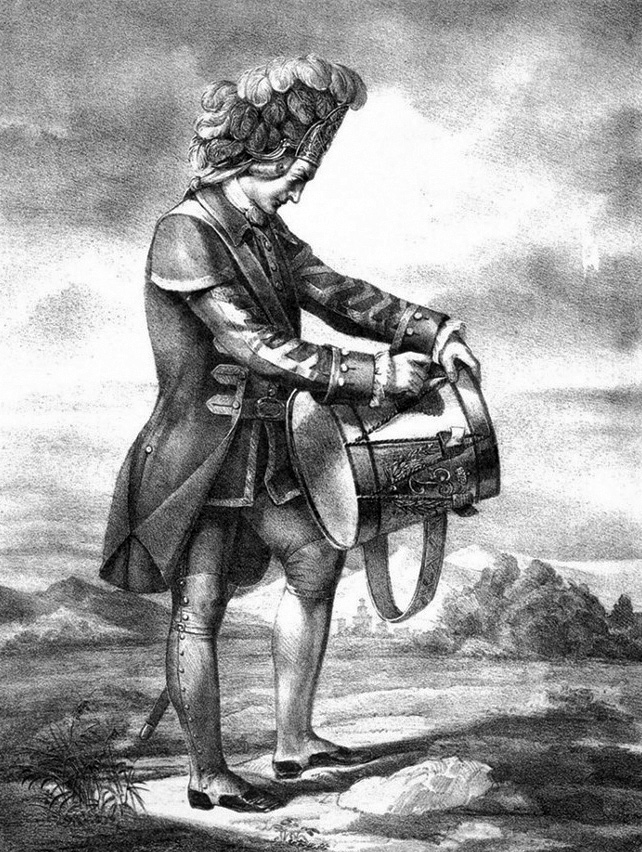
Барабанщик Лейб-Компании, с 1742 до 1762 года.
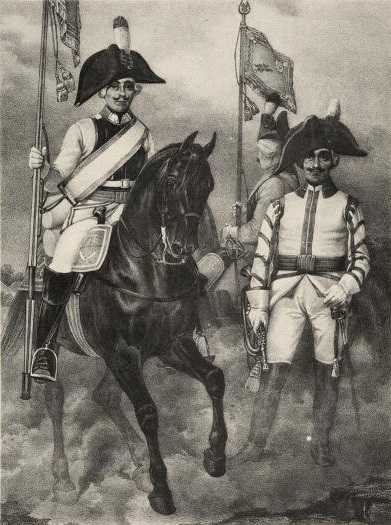
Эстандарт-юнкер Екатеринославского и трубач Казанского Кирасирского полков (труба в правой руке), 1797—1801.
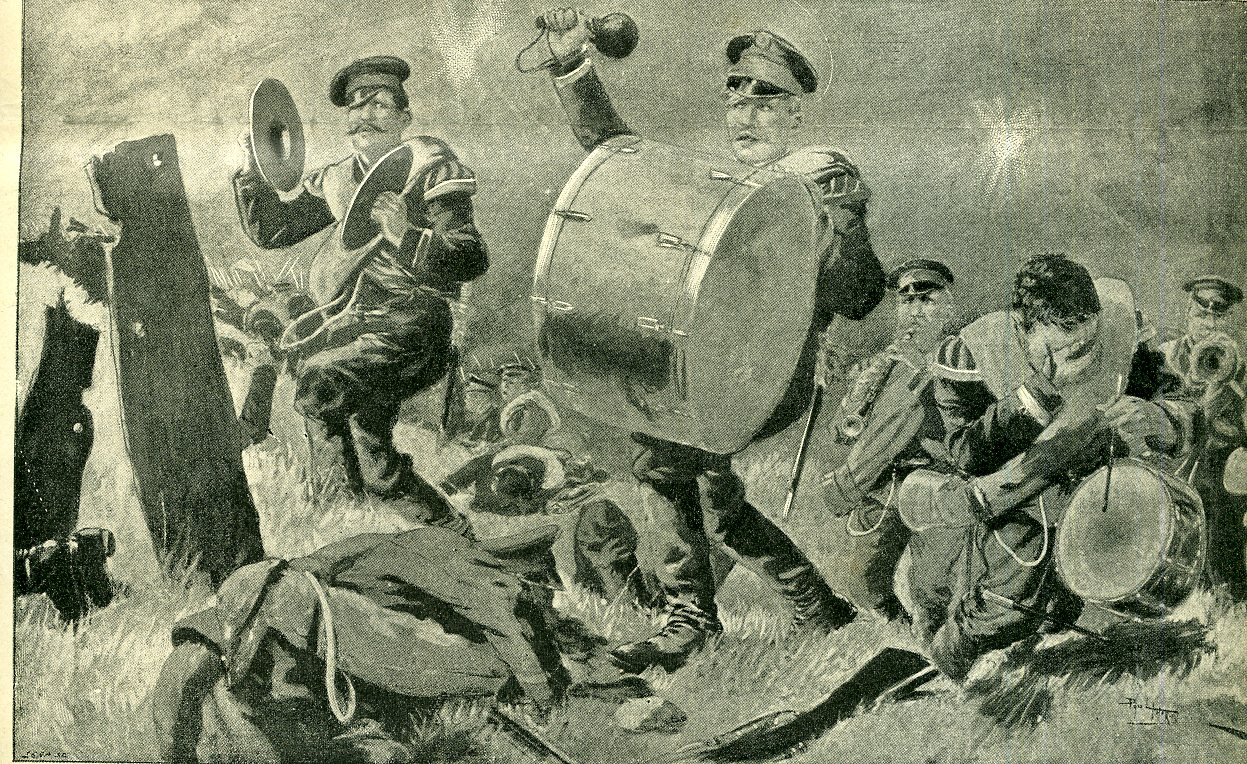
Храбрость воюющих сторон. Атака позиции русским полком, музыканты впереди.